# Didier Moreno
Didier Andrés Moreno Asprilla (Pizarro, Chocó; 15 de septiembre de 1991) es un futbolista colombiano. Juega de centrocampista y actualmente milita en el Junior de Barranquilla de la Categoría Primera A colombiana.

## Trayectoria

### Inicios
Didier nació en Bajo Baudó, un municipio en el departamento del Chocó en el Pacífico Colombiano. Sin embargo, cuando era un niño, él y su familia se fueron a vivir a Bogotá. Allí, empezó a jugar a fútbol y fue descubierto por el reconocido exfutbolista Antony "Pipa" de Ávila, quién lo llevó a su escuela y posteriormente a las inferiores del América de Cali.

### América de Cali
Siendo un adolescente, Didier se fue a vivir a la ciudad de Cali, donde hizo todo el proceso de formación en la cantera del América. Tras varios años jugando en los equipos juveniles, debutó como profesional en el año 2010. Sin embargo, en el equipo "Escarlata" no le dieron muchas chances, por lo que se fue a Independiente Santa Fe.

### Santa Fe
A principios del 2011, Didier volvió a Bogotá, para jugar en Santa Fe. Debutó en un partido que Santa Fe jugó contra La Equidad en marzo del 2011. En su primer año en el cuadro cardenal, Moreno logró jugar varios partidos tanto por el Campeonato Colombiano y la Copa Colombia. Sus buenas actuaciones con la camiseta cardenal, ayudaron a que fuera convocado a la Selección Colombia sub-20, para jugar el Campeonato Mundial en Colombia. 
El 2012, sería un muy buen año para Didier, ya que jugaría algunos partidos, y aportaría para que Independiente Santa Fe se coronara campeón luego de ganar el Torneo Apertura. Así, entraría en la historia del conjunto albirrojo y del Fútbol Profesional Colombiano. Su etapa en Santa Fe, iría hasta mediados del 2013, cuándo se va a jugar al Atlético Huila.

### Atlético Huila
Moreno llega al Atlético Huila, luego de una buena etapa en Santa Fe, donde fue campeón y logró ser llamado a la Selección Colombia sub-20. Sin embargo, en el conjunto de la ciudad de Bogotá; su participación disminuyó, por lo que fue a jugar al equipo de Neiva. En el equipo "Opita", vuelve a tener más ritmo y poco a poco recupera su nivel. En el 2014, fue titular durante casi todo el año, llegando a ser referente de su equipo, al que ayudó a llegar hasta los cuadrangulares finales del Torneo Finalización donde perdería con Independiente Santa Fe, que a la postre sería el campeón. Gracias a su buena labor en la mitad de la cancha del equipo huilense, logra llamar la atención de buenos equipos, llegando finalmente a un acuerdo con el Independiente Medellín.

### Independiente Medellín
Tras un buen 2014, en donde fue figura del Atlético Huila; el chocoano es confirmado como nuevo refuerzo del Independiente Medellín. Desde su llegada, rápidamente se gana un lugar en la nómina titular y tiene buenos partidos con el conjunto "Poderoso". En su primer semestre, ayuda a que su equipo llegue a la final del Torneo Apertura, donde Medellín queda subcampeón luego de perder contra el Deportivo Cali. En el segundo semestre, llega a ser titular indiscutible, siendo importante para su equipo. 
Sin embargo, el 2016, sería un año mucho mejor; ya que el Deportivo Independiente Medellín hace una gran campaña y a mediados del año se corona campeón por sexta vez en su historia tras ganar el Torneo Apertura. Así, Moreno gana su segundo título de liga, y su tercer título como profesional. 

### Deportivo de La Coruña
El 16 de agosto de 2018, el Real Club Deportivo de La Coruña de la Segunda División de España anunció su llegada cedido por una temporada con opción de compra. El 25 de agosto realiza su debut entrando al minuto 74 por Vicente Gómez en la victoria por la mínima como visitantes sobre Extremadura UD.

### Atlético Junior
El 17 de diciembre de 2019 se convierte en nuevo jugador del Atlético Junior para la temporada 2020. Su primer gol lo marca el 28 de febrero de 2020 para darle la victoria 3-2 sobre Jaguares de Córdoba. El 11 de septiembre ganó su primer título como rojiblanco, Junior ganó la Superliga de Colombia 2020 tras derrotar 0-2 a América de Cali en Cali.

## Selección nacional

### Categorías inferiores
Moreno jugó oficialmente para Colombia en la categoría sub-20, disputando el Mundial de 2011. En marzo de 2018, fue pretendido para que juegue en la selección absoluta de Guinea Ecuatorial. Sin embargo, su posible nacionalización no se ajustaba a las reglas de elegibilidad de la FIFA, entre otras cosas, porque no disponía de la doble nacionalidad colombiana-ecuatoguineana en el momento que jugó el Mundial sub-20 para Colombia. Además, no es hijo ni nieto de una persona nacida en territorio ecuatoguineano y nunca jugó en la liga de ese país. La propuesta no prosperó.

#### Participaciones en Suramericanos
| Sudamericano                | Sede | Resultado    | Partidos | Goles |
| --------------------------- | ---- | ------------ | -------- | ----- |
| Sudamericano Sub-20 de 2011 | Perú | Clasificados | 7        | 0     |

#### Participaciones en Copas del Mundo
| Mundial                     | Sede     | Resultado        | Partidos | Goles |
| --------------------------- | -------- | ---------------- | -------- | ----- |
| Copa Mundial Sub-20 de 2011 | Colombia | Cuartos de final | 5        | 0     |

### Selección nacional
El 29 de septiembre de 2018 recibe su primer llamado a la Selección Colombia por parte del director técnico encargado Arturo Reyes para los amistoso frente a Estados Unidos y Costa Rica. Debuta el 11 de octubre en la victoria 4 por 2 frente a los Estados Unidos ingresando en el minuto 82 por James Rodríguez.

## Clubes
| Equipo                 | País     | Año           |
| ---------------------- | -------- | ------------- |
| América de Cali        | Colombia | 2010          |
| Santa Fe               | Colombia | 2011 - 2013   |
| Atlético Huila         | Colombia | 2013 - 2014   |
| Independiente Medellín | Colombia | 2015 - 2018   |
| Deportivo de La Coruña | España   | 2018 - 2019   |
| Independiente Medellín | Colombia | 2019          |
| Junior                 | Colombia | 2020-presente |

## Estadísticas
Actualizado al último partido disputado el 6 de agosto de 2025.
| Club                              | Div                 | Temporada           | Liga  | Liga  | Copa Nacional | Copa Nacional | Copa Internacional | Copa Internacional | Total | Total |
| Club                              | Div                 | Temporada           | Part. | Goles | Part.         | Goles         | Part.              | Goles              | Part. | Goles |
| --------------------------------- | ------------------- | ------------------- | ----- | ----- | ------------- | ------------- | ------------------ | ------------------ | ----- | ----- |
| América de Cali · Colombia        | 1ª                  | 2010                | 4     | 0     | 0             | 0             | -                  | -                  | 4     | 0     |
| América de Cali · Colombia        | Total               | Total               | 4     | 0     | 0             | 0             | 0                  | 0                  | 4     | 0     |
| Santa Fe · Colombia               | 1ª                  | 2011                | 12    | 0     | 2             | 0             | 0                  | 0                  | 14    | 0     |
| Santa Fe · Colombia               | 1ª                  | 2012                | 7     | 0     | 8             | 1             | -                  | -                  | 15    | 1     |
| Santa Fe · Colombia               | 1ª                  | 2013                | 6     | 0     | 6             | 0             | 0                  | 0                  | 12    | 0     |
| Santa Fe · Colombia               | Total               | Total               | 25    | 0     | 16            | 1             | 0                  | 0                  | 41    | 1     |
| Atlético Huila · Colombia         | 1ª                  | 2013                | 14    | 1     | 0             | 0             | -                  | -                  | 14    | 1     |
| Atlético Huila · Colombia         | 1ª                  | 2014                | 32    | 1     | 6             | 0             | -                  | -                  | 38    | 1     |
| Atlético Huila · Colombia         | Total               | Total               | 46    | 2     | 6             | 0             | 0                  | 0                  | 52    | 2     |
| Independiente Medellín · Colombia | 1ª                  | 2015                | 41    | 0     | 8             | 0             | -                  | -                  | 49    | 0     |
| Independiente Medellín · Colombia | 1ª                  | 2016                | 23    | 0     | 7             | 0             | 8                  | 0                  | 38    | 0     |
| Independiente Medellín · Colombia | 1ª                  | 2017                | 38    | 1     | 10            | 1             | 7                  | 0                  | 55    | 2     |
| Independiente Medellín · Colombia | 1ª                  | 2018                | 22    | 1     | 0             | 0             | 2                  | 0                  | 24    | 1     |
| Independiente Medellín · Colombia | 1ª                  | 2019                | 14    | 2     | 6             | 1             | -                  | -                  | 20    | 3     |
| Independiente Medellín · Colombia | Total               | Total               | 138   | 4     | 31            | 2             | 17                 | 0                  | 186   | 6     |
| Deportivo de La Coruña · España   | 2.ª                 | 2018-19             | 21    | 0     | 1             | 0             | -                  | -                  | 22    | 0     |
| Deportivo de La Coruña · España   | Total               | Total               | 21    | 0     | 1             | 0             | 0                  | 0                  | 22    | 0     |
| Junior · Colombia                 | 1ª                  | 2020                | 18    | 1     | 4             | 0             | 10                 | 0                  | 32    | 1     |
| Junior · Colombia                 | 1ª                  | 2021                | 38    | 2     | 2             | 0             | 11                 | 0                  | 51    | 2     |
| Junior · Colombia                 | 1ª                  | 2022                | 47    | 1     | 7             | 0             | 7                  | 1                  | 61    | 2     |
| Junior · Colombia                 | 1ª                  | 2023                | 35    | 3     | 2             | 0             | 1                  | 0                  | 38    | 3     |
| Junior · Colombia                 | 1ª                  | 2024                | 42    | 8     | 4             | 0             | 8                  | 0                  | 54    | 8     |
| Junior · Colombia                 | 1ª                  | 2025                | 24    | 1     | 2             | 0             | 1                  | 0                  | 27    | 1     |
| Junior · Colombia                 | Total               | Total               | 204   | 16    | 21            | 0             | 38                 | 1                  | 263   | 17    |
| Total en su carrera               | Total en su carrera | Total en su carrera | 438   | 21    | 75            | 3             | 55                 | 1                  | 568   | 25    |

## Palmarés

### Campeonatos nacionales
| Título                | Equipo                 | Sede     | Año  |
| --------------------- | ---------------------- | -------- | ---- |
| Torneo Apertura       | Independiente Santa Fe | Colombia | 2012 |
| Superliga de Colombia | Independiente Santa Fe | Colombia | 2013 |
| Torneo Apertura       | Independiente Medellín | Colombia | 2016 |
| Copa Colombia         | Independiente Medellín | Colombia | 2019 |
| Superliga de Colombia | Junior de Barranquilla | Colombia | 2020 |
| Torneo Finalización   | Junior de Barranquilla | Colombia | 2023 |

### Copas internacionales
| Título                      | Equipo                    | Sede    | Año  |
| --------------------------- | ------------------------- | ------- | ---- |
| Torneo Esperanzas de Toulon | Selección Colombia Sub-20 | Francia | 2011 |